# سرود ملی کلمبیا
«سرود ملی جمهوری کلمبیا» ([Himno Nacional de la República de Colombia] Error: {{Lang-xx}}: متن دارای نشانه‌گذاری ایتالیک است (راهنما)) نام رسمی سرود ملی کشور کلمبیاست که معمولاً آن را با نام ¡Oh gloria inmarcesible! (ای افتخار بی‌همتا) می‌شناسند. این اثر توسط خوزه دومینگو تورس، بازیگز بوگوتایی، از روی شعری از رئیس‌جمهور سابق کلمبیا، رافائل نونیز و آهنگی ساخته شده توسط خوانندهٔ اُپرا، ارست سیندیسی، شکل گرفت.
این سرود در بند ۳۳ قانون کلمبیا مورخ ۲۸ اکتبر ۱۹۲۰ به تصویب رسید. قانون ۱۹۸ در سال ۱۹۹۵، که قوانین نمادهای ملی را تصویب کرد، پخش آن برای همه رادیوها و تلویزیون‌ها کشور را در ساعت ۶:۰۰ صبح و ۶:۰۰ بعدازظهر اجباری کرده و در مواقع حضور رئیس‌جمهور و مراسم رسمی دیگر لازم‌الاجرا نمود.

## متن سرود
| متن اسپانیولی | ترجمهٔ فارسی |
| CORO | گروه کُر |
| --- | --- |
| ¡Oh, gloria inmarcesible! ¡Oh, júbilo inmortal! En surcos de dolores, el bien germina ya. (repeat) ((Repeat all))                                                                             | ای افتخار بی‌همتا! ای جاودانهٔ بی‌نظیر! در فوران درد، چون خوشبختی جوانه می‌زنی. (تکرار) «تکرار همه»                                                                                           |
| I | I |
| Cesó la horrible noche. La libertad sublime derrama las auroras de su invencible luz. La humanidad entera, que entre cadenas gime, comprende las palabras del que murió en La Cruz.           | شب ظلمت پایان یافت. سعادت آزادگی نور سپیده دم از عزت پرتو اوست. تمامی بشریت که با زنجیرهایشان غرق می‌شدند، کلمات را می‌فهمند که او کشته شده بر صلیب.                                        |
| II | II |
| "¡Independencia!", grita el mundo americano. Se baña en sangre de héroes la tierra de Colón. Pero este gran principio; "El rey no es soberano" resuena, y los que sufren bendicen su pasión.  | "استقلال!" را بانگ می‌زند دنیای آمریکا; سرزمین کریستف کلمب. در خون قهرمانان غرق شده. اما این برترین روش است؛ "سلطنت حاکم نیست", باز بانگ آید، و کسانی که رنج می‌کشید، محبتتان را برکت دهید. |
| III | III |
| Del Orinoco el cauce se colma de despojos, de sangre y llanto un río se mira allí correr. En Bárbula no saben las almas ni los ojos, si admiración o espanto sentir o padecer.                | تخت اورینوکو از غارت و تاراج غرق می‌شود، در میان خون و اشک رودی به نظر جاری است. در باربولا نه روحی و نه چشمی، می‌دانند چگونه تحسین‌شان کنند یا از ترس رنج برند.                             |
| IV | IV |
| A orillas del Caribe, hambriento un pueblo lucha, horrores prefiriendo a pérfida salud. ¡Oh, sí!, de Cartagena la abnegación es mucha, y escombros de la muerte desprecia su virtud.          | در سواحل دریای کارائیب، مردمی نادان می‌جنگند، آن‌ها ترس را ترجیح می‌دهند بر سلامتی دائم. اُ، آه! از کارتاگنا سنگین و شدید، فسادش نابود شده.                                                   |
| V | V |
| De Boyacá en los campos, el genio de la gloria, con cada espiga un héroe invicto coronó. Soldados sin coraza ganaron la victoria; su varonil aliento de escudo les sirvió.                    | از نبردگاه بویاکا، نبوغ شکوه، از هر شاخه‌ای قهرمانی می‌روید بدون تاجی بر سر. سربازان بدون زره پیروز شدند؛ روح و اعتقادشان چون سپری محافظشان است.                                            |
| VI | VI |
| Bolívar cruza el Ande que riegan dos océanos, espadas cual centellas fulguran en Junín. Centauros indomables descienden a los llanos, y empieza a presentirse, de la epopeya el fin.          | سیمون بولیوار از کوه‌های آند بگذشت دو اقیانوس را برهم دوخت، و شمشیرها جرقه زدند در یونین. قرون غیرقابل تحمل بر دشت‌ها سقوط کردند، و پیش‌گویی احساس می‌شد، از پایان حماسه.                     |
| VII | VII |
| La trompa victoriosa en Ayacucho truena, que en cada triunfo crece su formidable son. En su expansivo empuje la libertad se estrena, del cielo americano formando un pabellón.                | ترمپت پیروزی در آیاکوچو فریاد تندر، همانگونه که در پیروزی‌ها می‌نوازند، فوق‌العاده نواخت. با نیروی قدر خود آزادی نخستین بار بود، که از آسمان آمریکا خلوتگهی برساخت.                          |
| VIII | VIII |
| La virgen sus cabellos arranca en agonía y de su amor viuda los cuelga del ciprés. Lamenta su esperanza que cubre loza fría, pero glorioso orgullo circunda su alba tez.                      | در آزار و اذیت باکره موهایش را کشیدند، و عشقش را از او ستاندند، او را از سیپراس آویزان کردند. امیدش را بریدند بر او سرمایی سخت پوشاندند، ولی افتخاری بی‌همتا بدنش را حفظ کرد.              |
| IX | IX |
| La patria así se forma, termópilas brotando; constelación de cíclopes su noche iluminó. La flor estremecida mortal el viento hallando, debajo los laureles seguridad buscó.                   | بنابرین سرزمین مادری شکل گرفت، ترومپیل‌ها را پشت سر نهاد؛ در صورت فلکی سیسلوپس نوری درخشید. گلی لرزید بادی مرگبار را یافت، در پناه لورنس در پی امنیت گشت.                                  |
| X | X |
| Mas no es completa gloria vencer en la batalla, que el brazo que combate lo anima la verdad. La independencia sola el gran clamor no acalla; si el sol alumbra a todos, justicia es libertad. | ولی این نهایت افتخار نیست برای دفاع در نبرد، بازوان جنگنده با حقیقت تشویق می‌شوند. برای استقلال مفرد فریاد بزرگ سکوت نمی‌کند؛ اگر خورشید بر همگان بتابد، عدالت آزادی است.                   |
| XI | XI |
| Del hombre los derechos Nariño predicando, el alma de la lucha profético enseñó. Ricaurte en San Mateo, en átomos volando, "Deber antes que vida," con llamas escribió.                       | از حقوق مردمان نارنیو موعظه کرد، روح مبارزه را تجسم کرد. ریکائورته در سن متئو، در پرواز اجزایش، "وظیفهٔ پیش از مرگ" را با سوزاندن شعله‌هایش نگاشت.                                          |

## اضافات

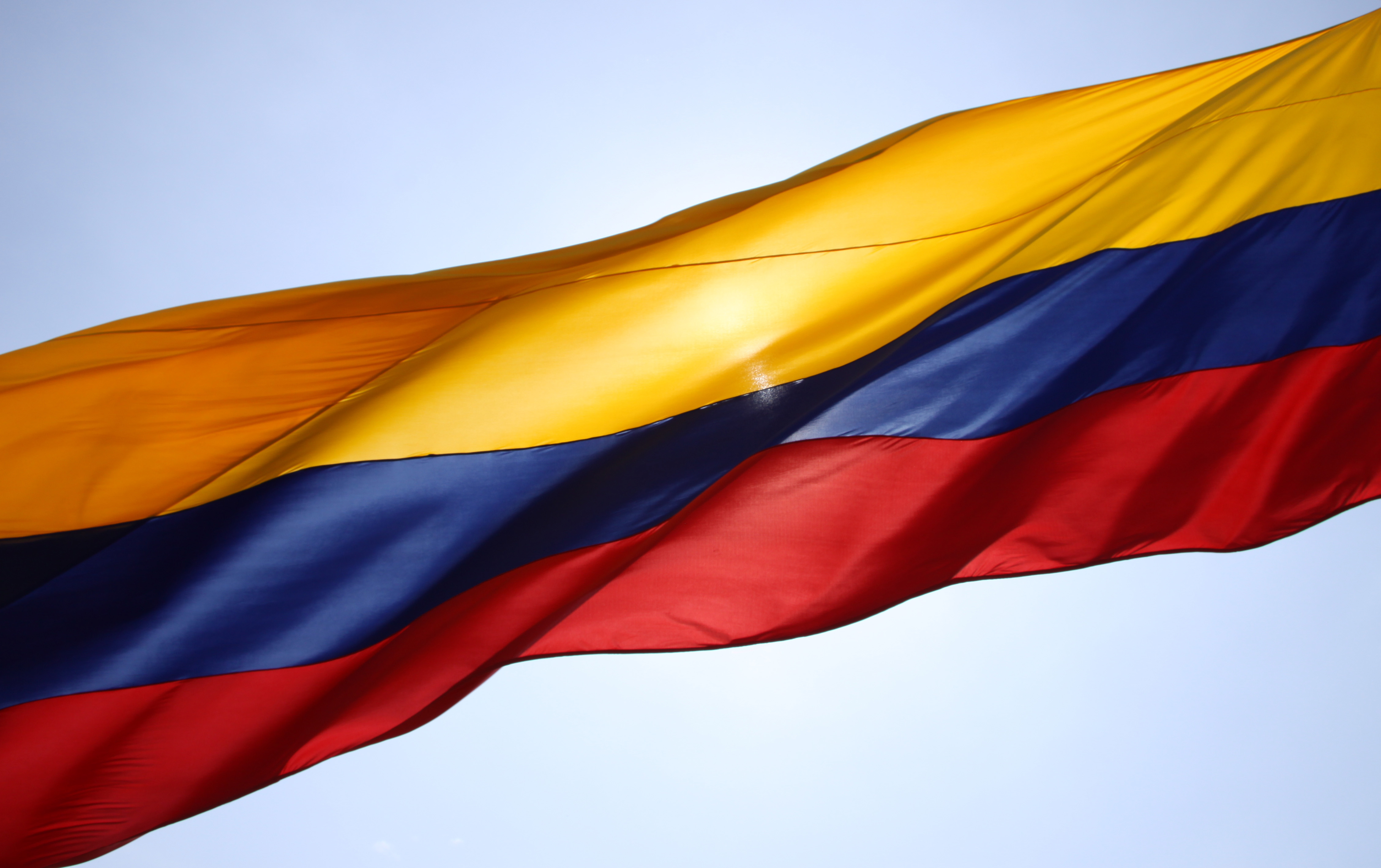
در هنگام اهتزاز پرچم کلمبیا، سرود ملی این کشور نواخته می‌شود.

زمان جنگ کلمبیا-پرو، سربازان کلمبیایی یک بند دیگر به این سرود افزودند که چنین بود:
Hoy que la madre patria se halla herida,
Hoy que debemos todos combatir, combatir,
Demos por ella nuestra vida
Que morir por la patria no es morir, es vivir
حال که زادگاه مادری صدمه می‌بیند،
حال بایست بجنگیم،
بگذار برای آن جان خود را نثار کنیم،
چون مرگ در راه وطن، مرگ نیست؛ زندگی است.
طبق نظر خوزه آنتونیو آمایا، عناصری که در این بند هستند مدرسه‌ای و بسیار ساده‌اند و شباهت قابل توجهی به بند نهایی سرود ملی کوبا دارند که می‌گوید: "¡Que morir por la patria es vivir!" (مرگ در راه وطن، زندگی است)